# Тамбаран (будівля)
Будинок тамбаран (ток-пісін Haus Tambaran) — традиційний культовий дім аборигенів з регіону Східний Сепік, Папуа-Нова Гвінея. Найвпізнаваніші форми тамбарану походять з району Мапрік, з високою та вишукано декорованою вхідною стіною, де гребінь спускається до задньої частини будівлі, а дах слідує за цим спуском і часто тягнеться аж до землі, відіграючи роль стін. Сепікійці славляться своїми здібностями у живописі та різьбі, свою майстерність вони використовують у створенні цих релігійних споруд.

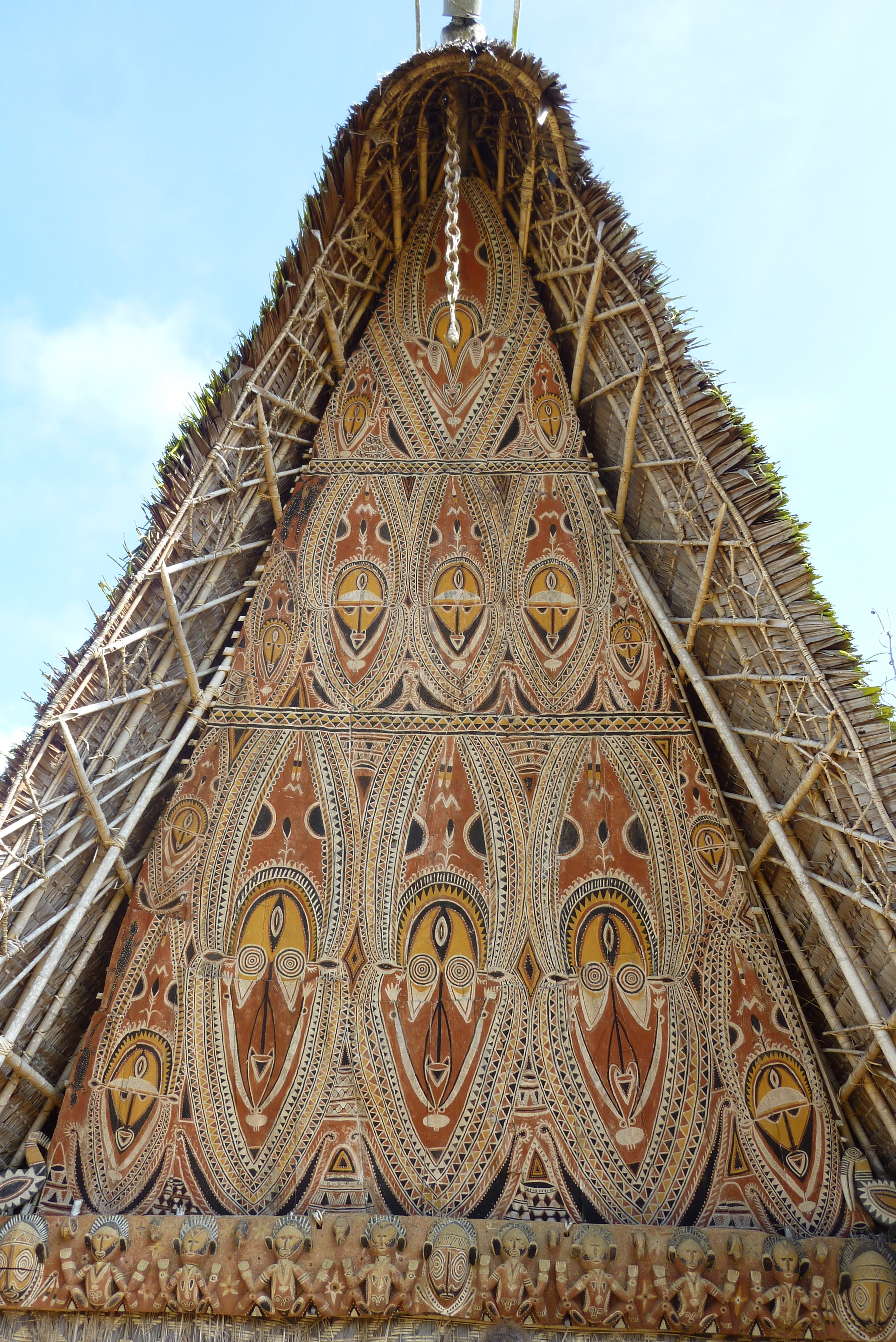
Будинок Тамбаран, Апангай, Гейбл, 2012

Парадний вхід сучасної будівлі Національного парламенту в Порт-Морсбі побудований за зразком народної архітектури будинку тамбаран. Її можна переглянути на Google Earth на широті: 9°25'41,69"S (південної широти), довготі: 147°11'33,45"E (східної довготи), також парламент зображено на 50 кінах (грошах Папуа-Нової Гвінеї). Будівля вищої комісії Папуа-Нової Гвінеї в Канберрі, Австралія, також виконана у стилі будинку тамбаран.

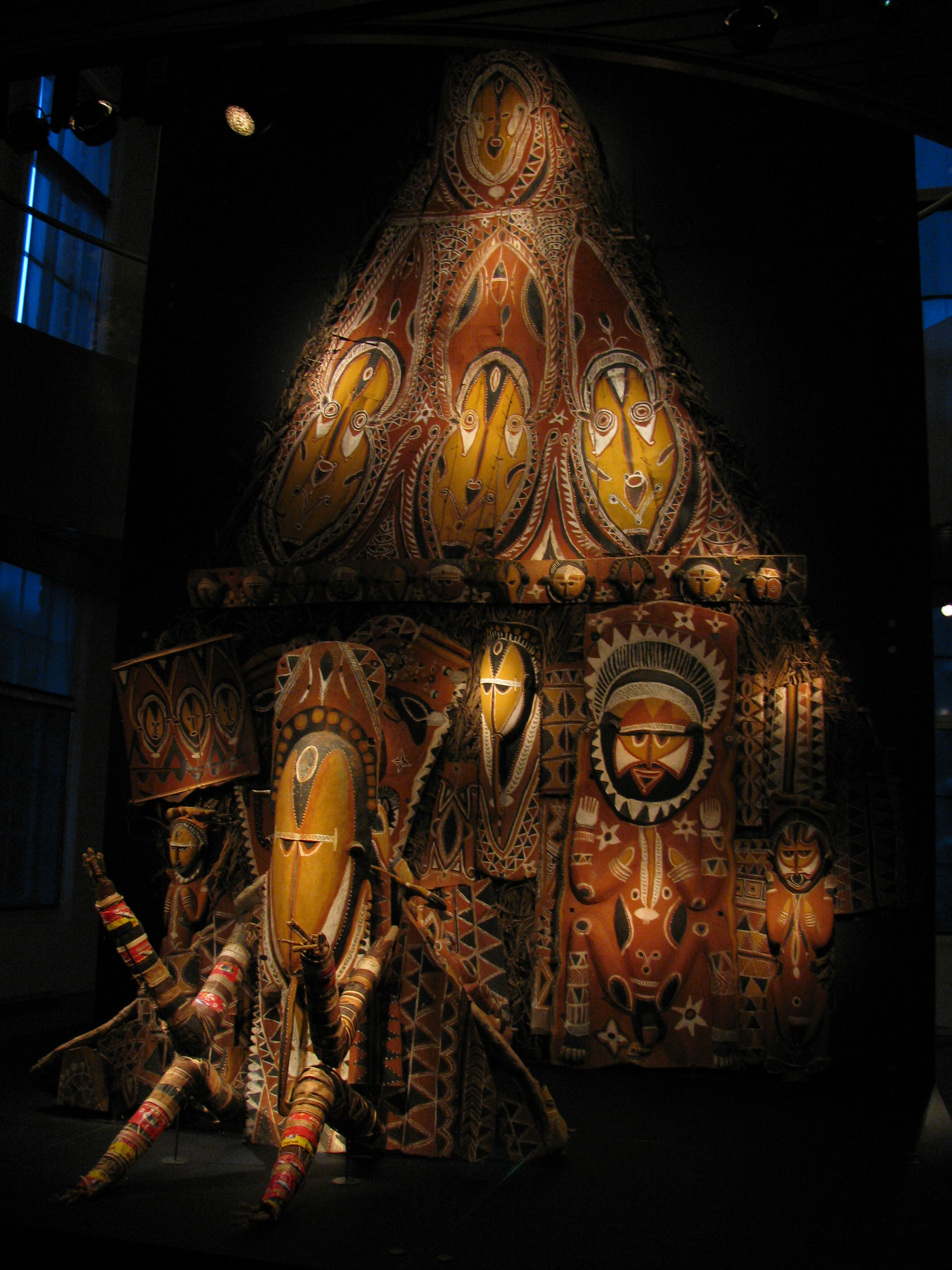
Будинок Тамбаран, Апангай, регіон Мапрік, 1984, зараз у Державний музей етнології, Лейден, Нідерланди
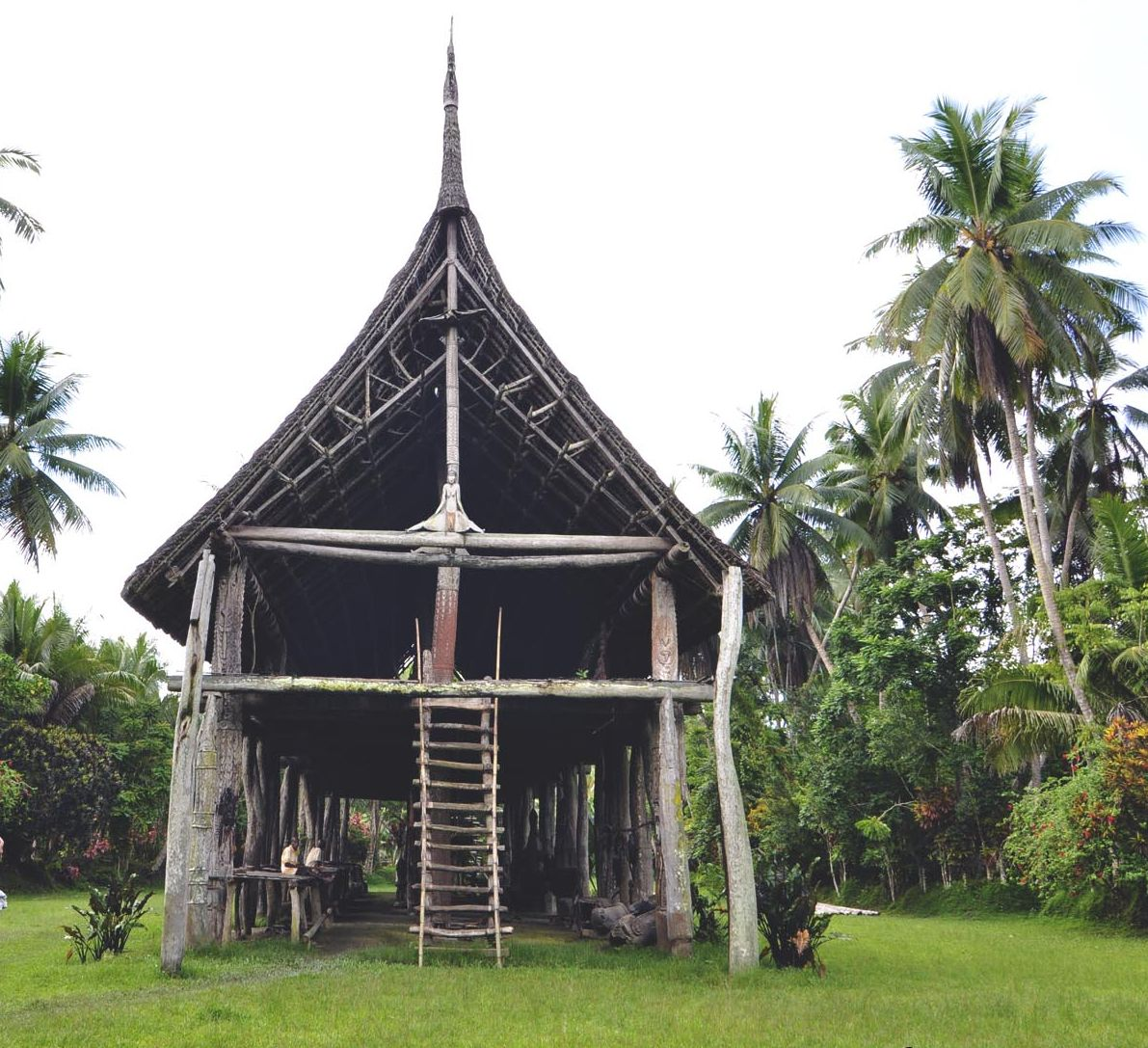
Будинок Тамбаран, Сепік, 2010
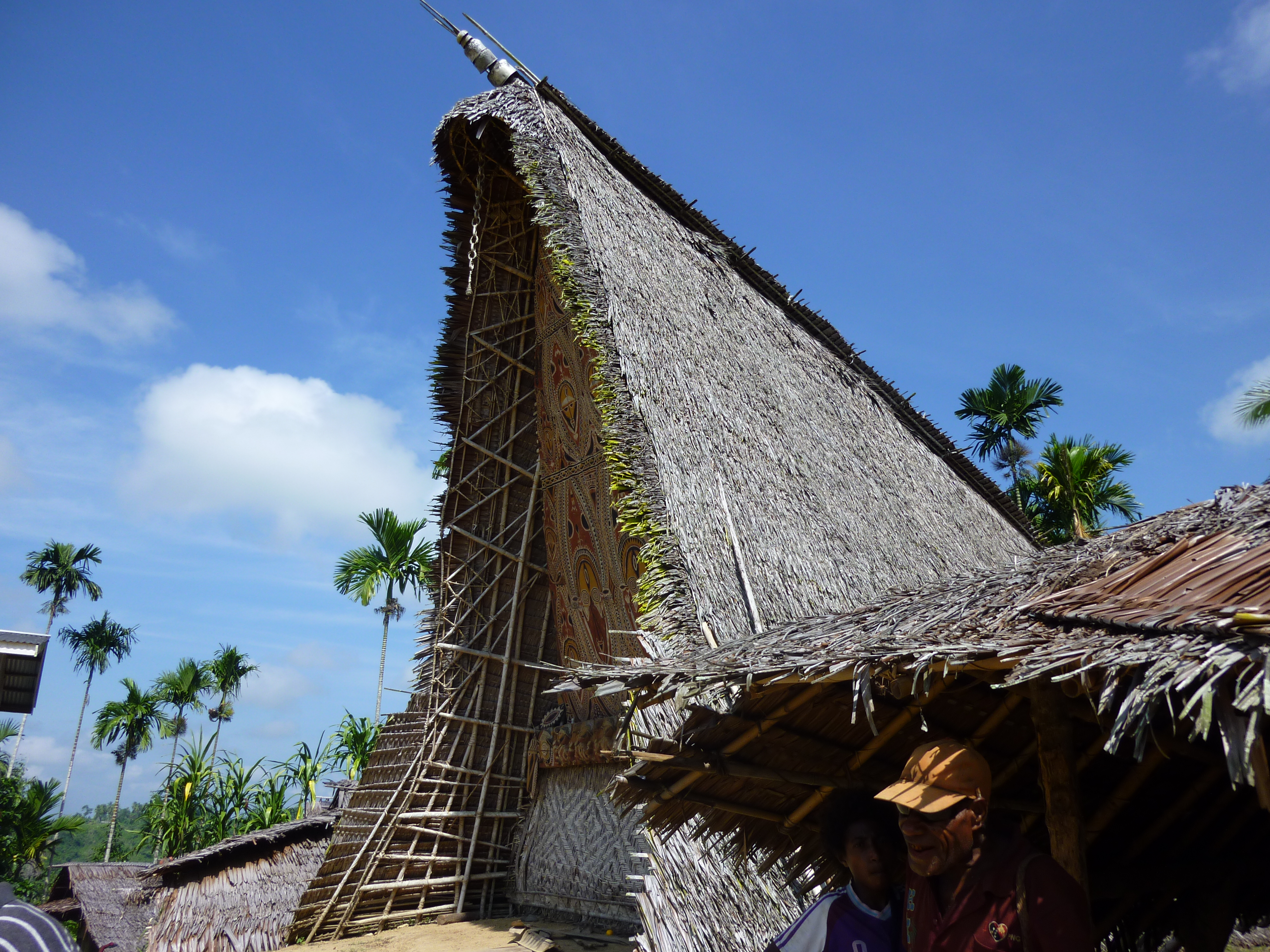
Будинок Тамбаран, Апангай, 2012
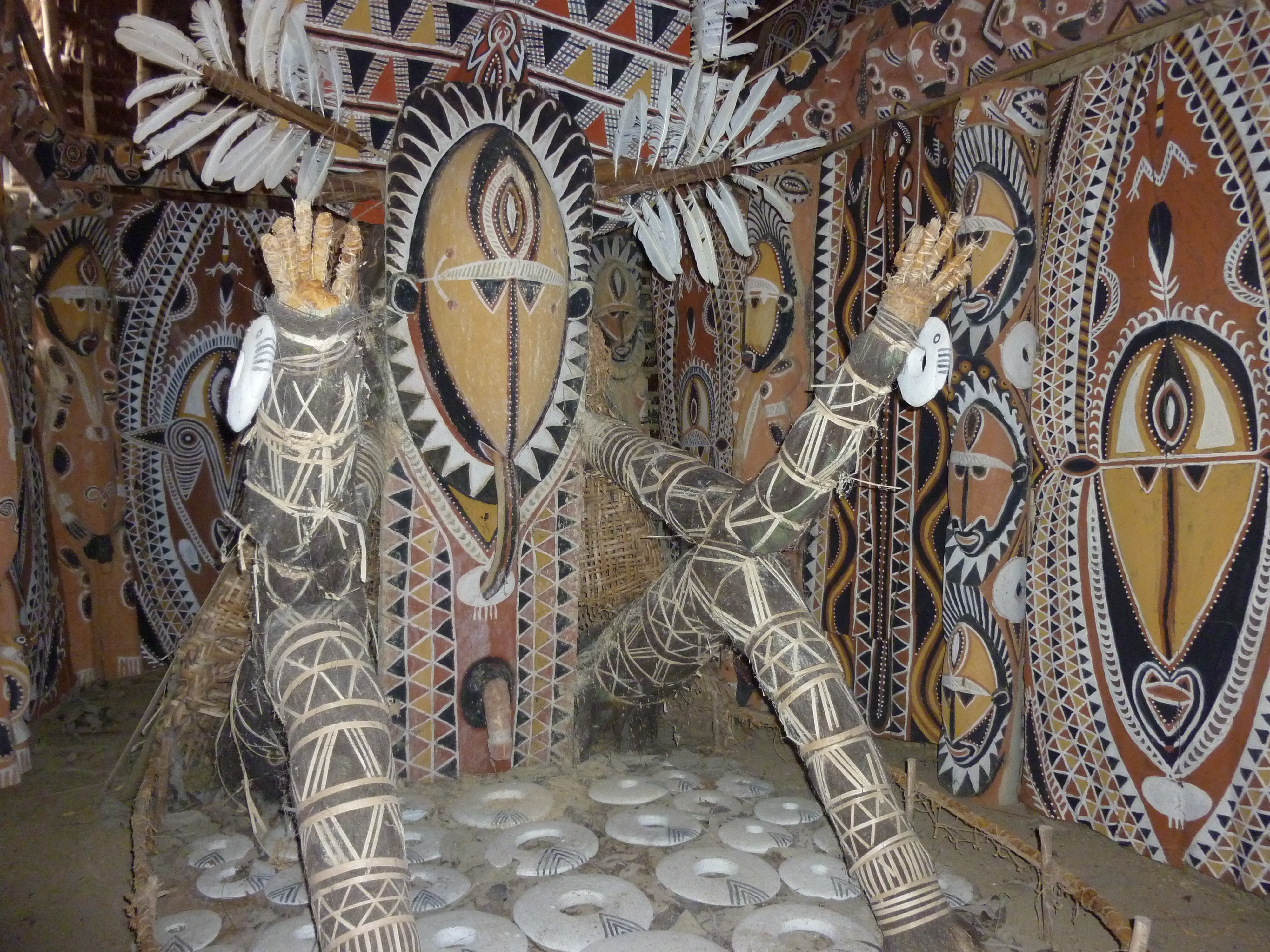
Будинок Тамбаран Апангай, інтер'єр з фігурою Нггвал, 2012
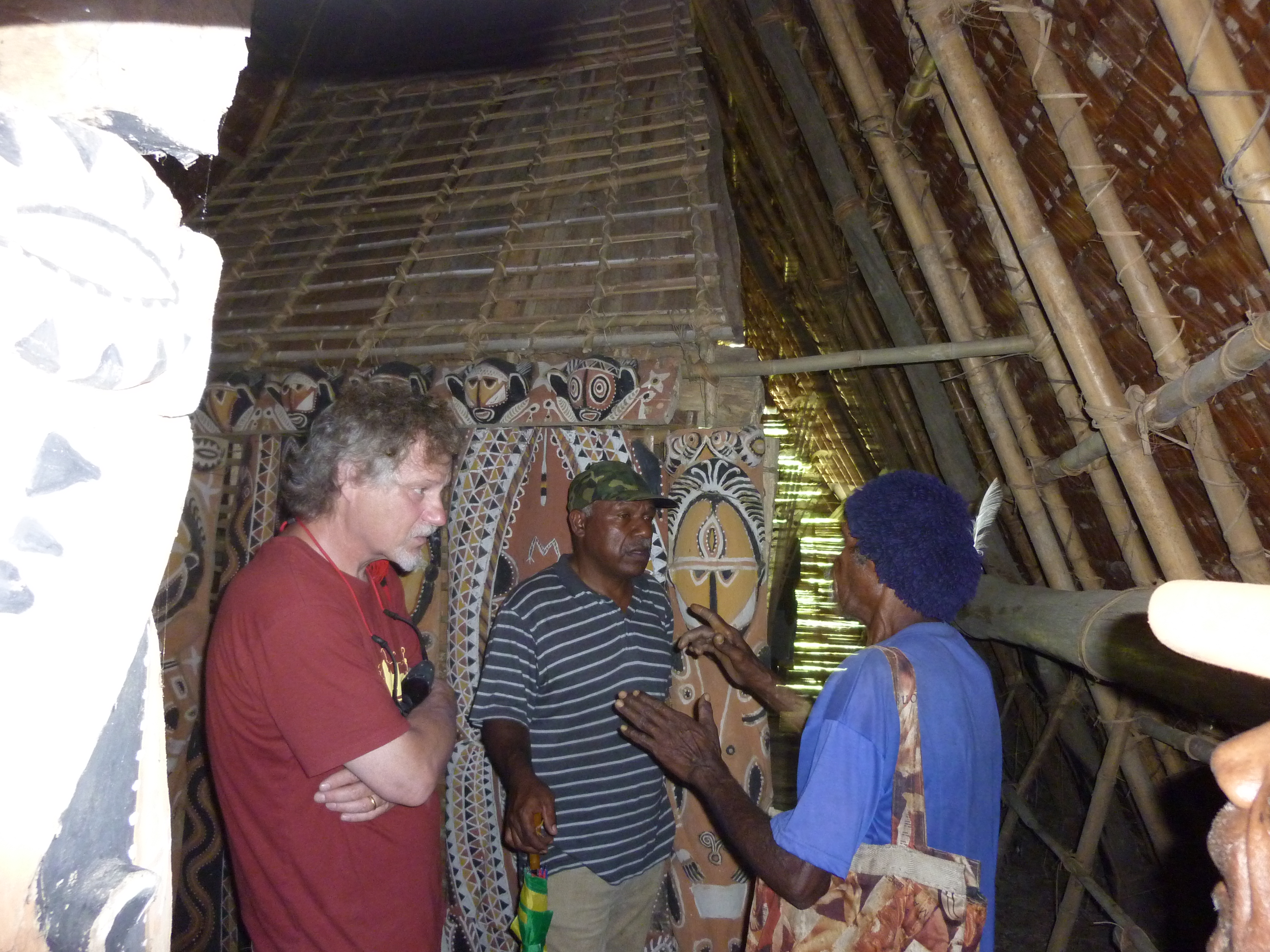
Інго Кюль, Томулопа Деко та корінні чоловіки (зліва направо) у Будинок Тамбаран в Апангаї, 2012
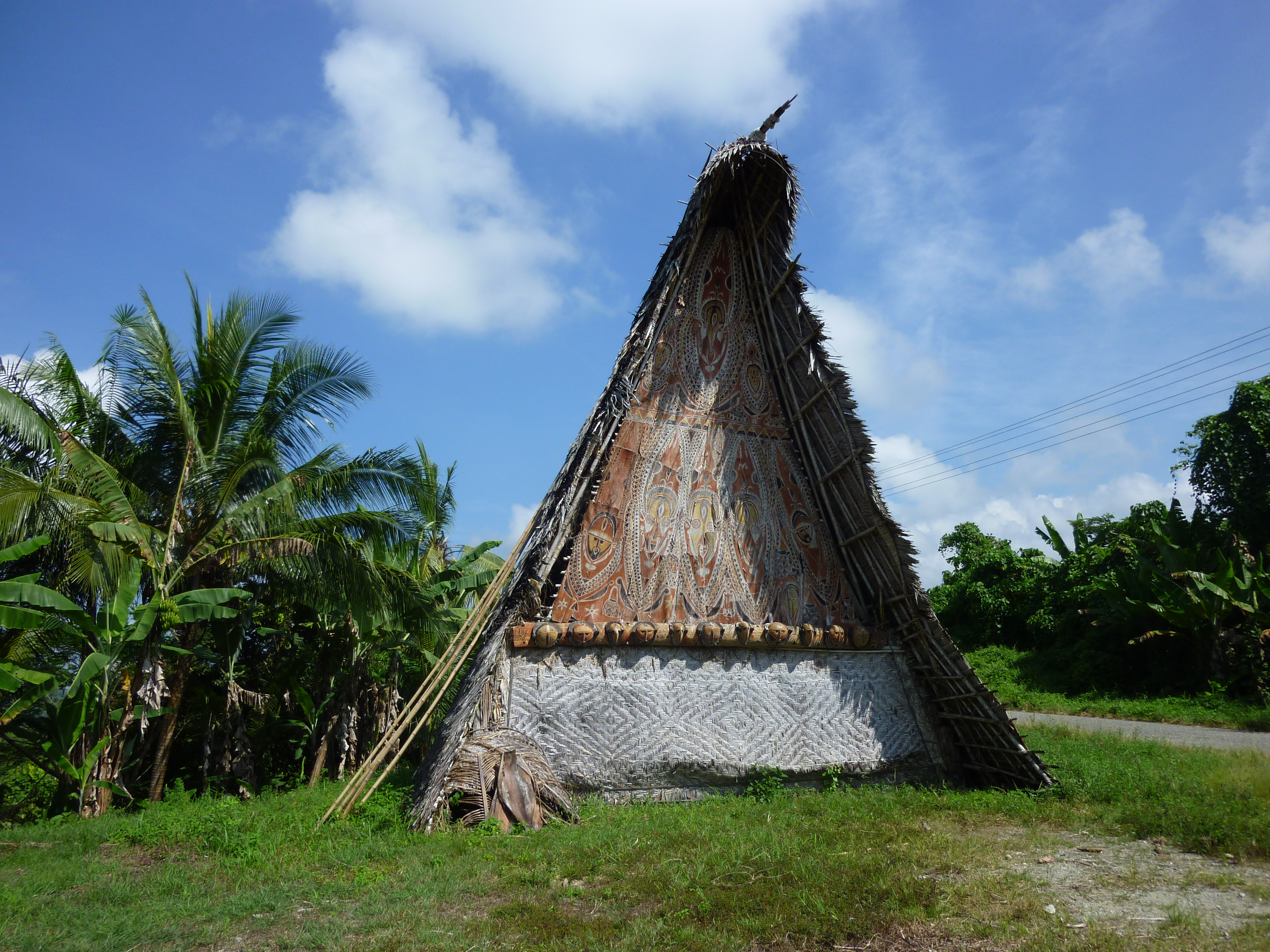
Будинок Тамбаран – біля Апангая, 2012
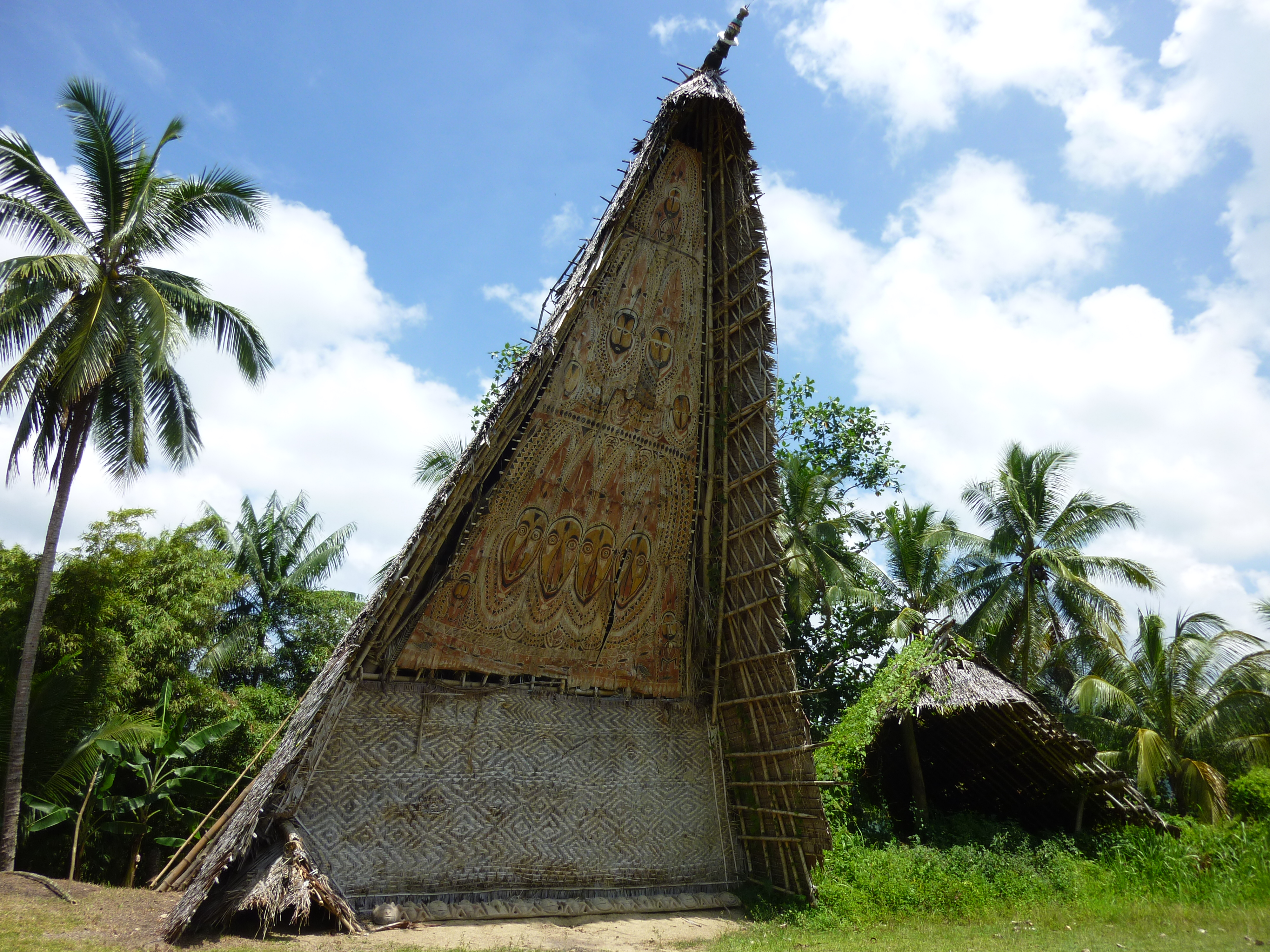
Будинок Тамбаран - Область Маприк, 2012
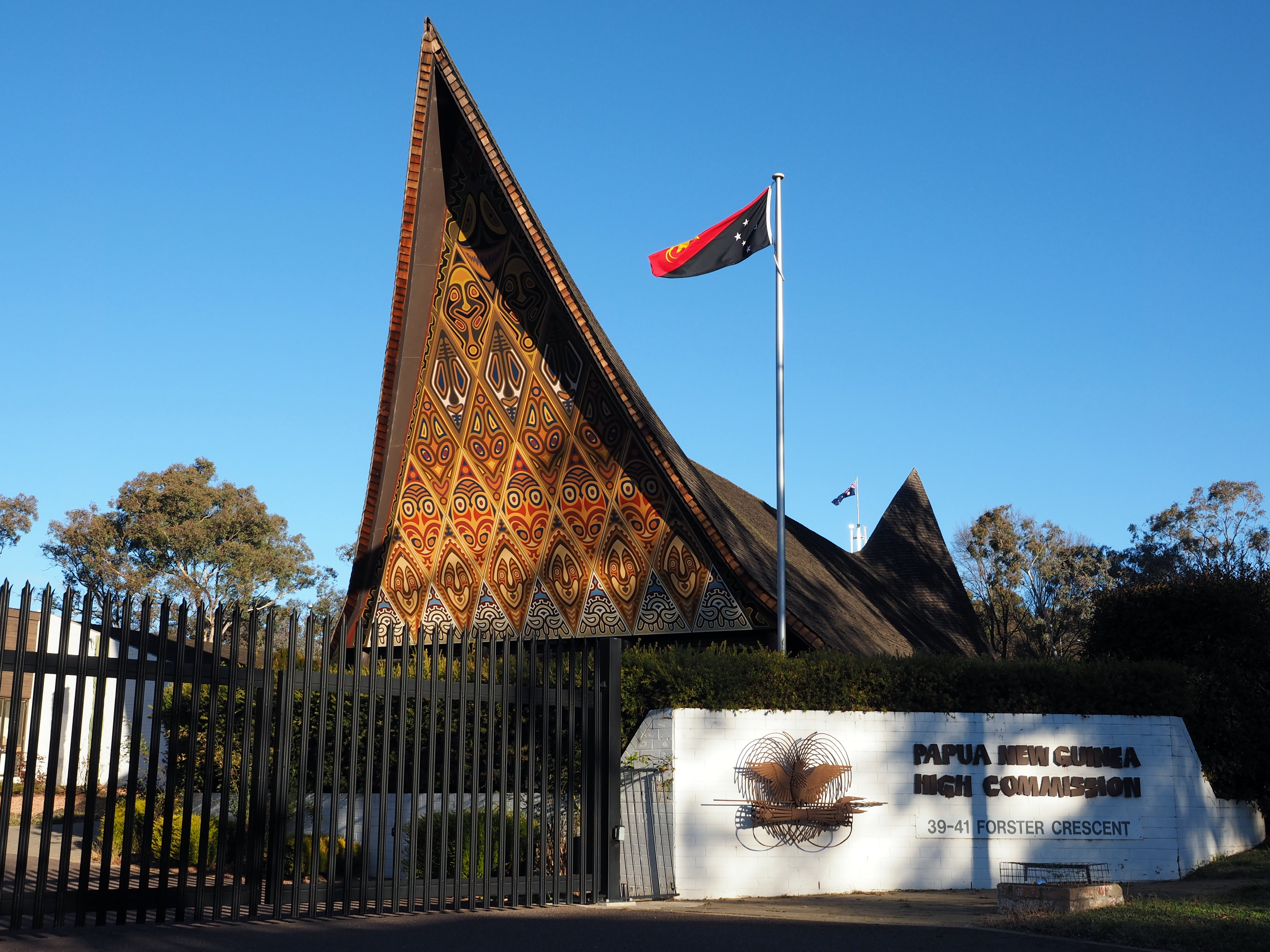
Вища комісія Папуа-Нової Гвінеї в Канберрі, 2016

## Тамбаранська культура
Патріархальна тамбаранська або тамбарамська культура, використовує будинок тамбаран як будинок зборів і місце проведення ритуалів та посвячень. Він також використовується в поклонінні культу ямса, адже ямс є основною їжею народів Сепіка. А жінки виконують роль прислуги та глядачів. Гігантський дух, якого в народах Абелам та південний Арапеш називають Нггвал або Нгвалду, уособлює шуми, які створює будинок тамбаран. Нггвал — це головне божество-предок у цих народів, хоча інших народних героїв вони також часто зображують у культурних та сакральних мистецтвах. Ще Нгвалнду — це довгі, рівні розфарбовані стовпи у вигляді людей. Попри те, що вони є зображеннями духів предків, їх також можуть стилізувати під жіночі тіла. Однак, важливо зазначити, що живопис є священною справою для народів Сепіка, і їхнім малюнкам надають важливого (міфічного) значення.